# 盧弁
盧 弁（盧辯、ろ べん、生没年不詳）は、中国の北魏末から北周にかけての儒学者・官僚。字は景宣。本貫は范陽郡涿県。玄祖父は盧偃（盧諶の子）。高祖父は盧昭。曾祖父は盧珉。祖父は盧輔。父は盧静。兄は盧景祚・盧景融・盧景裕。弟は盧光。

## 経歴
北魏の太常丞の盧静の子として生まれた。范陽盧氏は代々儒学を修めた家柄であった。盧弁は若くして学問を好み、経書に広く通じ、秀才に挙げられ、太学博士となった。『大戴礼記』にはじめて注釈をつけた。
531年（普泰元年）、北魏の前廃帝が即位すると、盧弁は中書舎人に任じられた。532年（普泰2年）、高歓が韓陵の戦いで爾朱氏を破り、洛陽に向かって軍を進めると、前廃帝は盧弁を高歓のもとに派遣した。高歓は盧弁に対して後廃帝への拝礼を強く迫ったが、盧弁はこれに従わなかった。高歓は盧弁の節を曲げない態度をみて、それ以上の強要はしなかった。
同年（太昌元年）、孝武帝が即位すると、盧弁は広平王元賛の師となった。534年（永熙3年）、孝武帝が関中に向かうと、突然の出来事であったため、盧弁は家に帰って身辺を整理する暇もなく、馬ひとつで従った。孝武帝が長安に入ると、盧弁は給事黄門侍郎に任じられ、著作を兼ねた。儒学の見識によって宇文泰に礼遇され、西魏の朝廷の重要な議論では、必ず顧問として召し出された。538年（大統4年）、趙青雀の乱が起こると、西魏の皇太子元欽が渭水の北にいたため、盧弁は太子に随従し、そのことを家人に告げることもなかった。ほどなく太常卿・太子少傅に任じられた。西魏の太子や諸王たちは、みな盧弁を師と仰いで、その講義を受けた。爵位を范陽公に進め、少師に転じた。驃騎大将軍・開府儀同三司の位を受け、尚書令に累進した。
宇文泰が周制に基づく官僚制度を定めようと、まずは蘇綽にその策定を任せたが、蘇綽が546年（大統12年）に死去したため、盧弁に後任が委ねられて完成させた。556年（恭帝3年）、『周礼』に基づいて六官が建てられ、公・卿・大夫・士が置かれ、漢・魏以来の朝儀や車服が改められた。盧弁は師氏中大夫に任じられた。
557年、北周の明帝が即位すると、盧弁は小宗伯となり、位を大将軍に進めた。明帝が諸公とともに盧弁の邸に行幸すると、儒者はこのことを栄誉とみなした。盧弁は宜州刺史に任じられたが、病のため赴任しなかった。ほどなく死去した。
子に盧慎・盧詮があった。

## 伝記資料
- 『周書』巻24 列伝第16
- 『北史』巻30 列伝第18